# كيفن ديفيز (مخرج)
كيفن ديفيز (بالإنجليزية: Kevin Davies)‏ هو مخرج بريطاني، ولد في 3 يونيو 1961.

## وصلات خارجية
- كيفن ديفيز على موقع IMDb (الإنجليزية)
- كيفن ديفيز على موقع قاعدة بيانات الفيلم (الإنجليزية)